# Bolsena
Bolsena ist eine Stadt mit 3671 Einwohnern (Stand 31. Dezember 2023) in der Provinz Viterbo in der italienischen Region Latium.

## Geographie
Bolsena liegt inmitten der vulkanisch entstandenen Monti Volsini am Bolsenasee, einem durch Einsturz einer unterirdischen Magmakammer entstandenen See. Der Vulcano Vulsinio begann seine Tätigkeit vor ca. 600.000 Jahren und war zum letzten Mal 103 v. Chr. aktiv.
Zur Gemeinde gehören auch die Ortsteile Sant’Antonio und Val di Lago.
Nachbargemeinden sind Orvieto (20 km), Montefiascone (15 km), Bagnoregio, Capodimonte, Castel Giorgio (TR), Gradoli und San Lorenzo Nuovo.

### Verkehr
Bolsena liegt an der Regionalstraße SR2 Via Cassia, die Rom mit Florenz verbindet. Der nächste Bahnhof befindet sich in Montefiascone. Buslinien verbinden die Stadt u. a. mit Orvieto, Viterbo (33 km) und Rom (120 km). Die nächste Autobahnauffahrt ist Orvieto (Autostrada A1); das südliche Ende der Küstenautobahn A12 ist 110 km entfernt und der nächste Küstenort, Albinia, 80 km.

## Geschichte

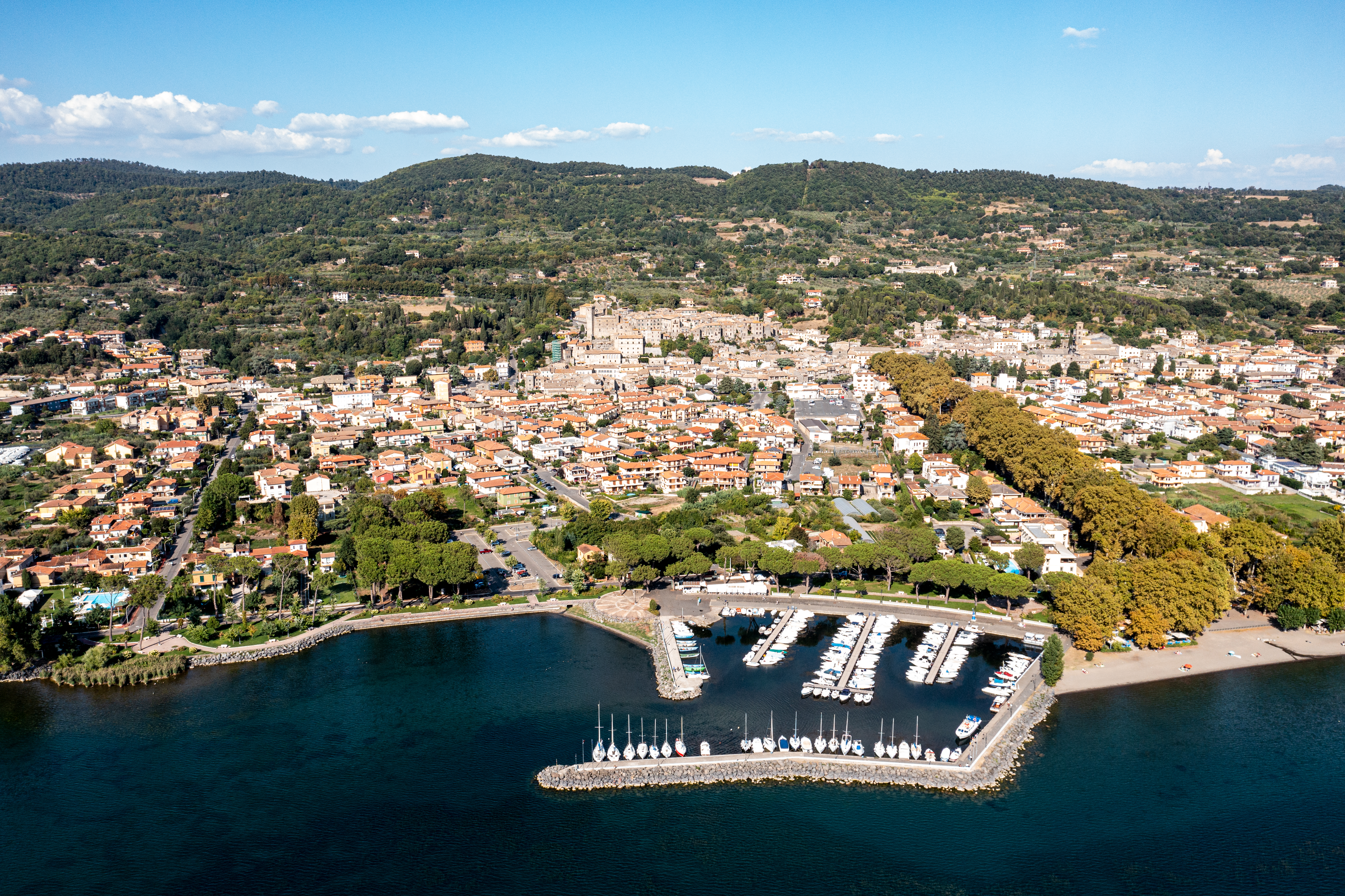
Blick über die Altstadt von Bolsena, im Vordergrund der Hafen, Sept. 2021

Wahrscheinlich entstand Bolsena, als die Römer im Jahre 241 v. Chr. die Einwohner des eroberten etruskischen Hauptortes Volsinii, des heutigen Orvieto, hierher umsiedelten: Daher rührt der antike Name Volsinii Novi für Bolsena, wo zudem der Bronzespiegel von Bolsena aufgefunden wurde. Ob das zentrale Heiligtum der Etrusker für den Gott Voltumna, das Fanum Voltumnae, in der Nähe lag, ist umstritten. Ruinen der antiken Stadt sind heute zu besichtigen.
Durch Bolsena verläuft die Via Cassia, eine der alten Römerstraßen, die von Rom aus in die Toskana führte und in der Verlängerung bis Genua reichte. Während des Mittelalters wurde diese Straße Teil des Pilgerwegs der Via Francigena, auf der Pilger aus Mittel- und Nordeuropa über die Alpen bis nach Rom zogen. Eine Beschreibung gab der Erzbischof Sigerich der Ernste von Canterbury um 990 n. Chr.
Der Besitz von Bolsena war im Mittelalter zwischen den Päpsten und der Stadt Orvieto umstritten. Karl der Große übereignete den Ort im Jahre 774 den Päpsten, während der Zeiten der Schwäche des Papsttums ergriff Orvieto die faktische Oberherrschaft und betraute die Familie Monaldeschi della Cervara mit der Vertretung. Diese wandelte Papst Bonifatius IX. 1398 offiziell in ein Vikariat über Bolsena und die nähere Umgebung um, das im Jahre 1451 endete. Seitdem gehörte Bolsena zum Kirchenstaat und seit 1870 zu Italien.

## Wunder von Bolsena

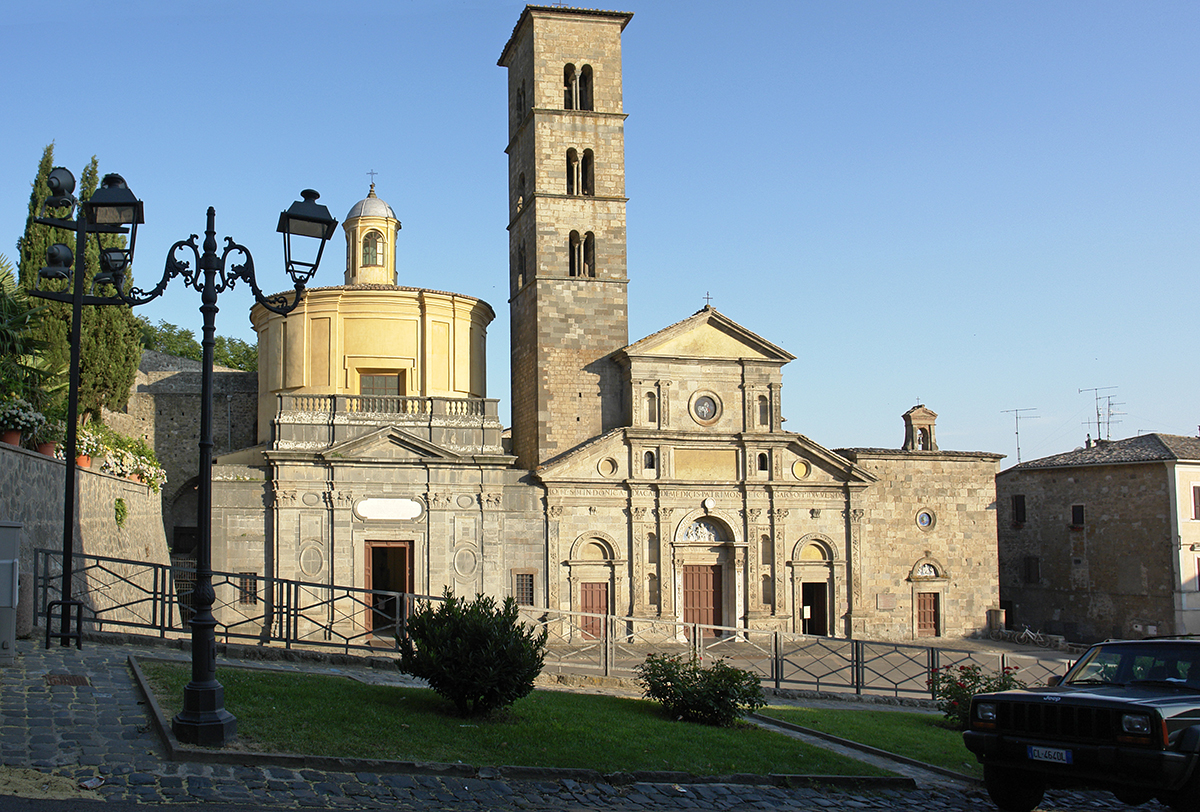
Kirche Santa Cristina

In der Kirche Santa Cristina  der hier begrabenen heiligen Christina ist die nach ihr benannte Katakombe zu besichtigen. Blutflecken auf einem Altarstein sollen von einem Blutwunder herrühren: Ein böhmischer Priester, der an der Transsubstantiation zweifelte, machte im Jahr 1263 auf einer Pilgerreise nach Rom Station in Bolsena. In der heiligen Messe brach er dort eine Hostie, aus der gemäß der Legende Blut tropfte. Daraufhin wurde in Orvieto von Papst Urban IV. das Fronleichnamsfest eingerichtet. Später wurde dort der Dom gebaut, in dem das Altartuch, das Korporale, als Reliquie aufbewahrt wird.
Das Fest der hl. Christina wird in Bolsena jedes Jahr am 24. Juli mit großem Aufwand gefeiert. Die allerdings dubiose Lebensgeschichte der Heiligen, die dort im Jahre 304 als Märtyrerin umgebracht worden sein soll, wird in Form eines Mysterienspiels an verschiedenen Plätzen des Ortes in Szene gesetzt.

## Bevölkerungsentwicklung
| Jahr      | 1881 | 1901 | 1921 | 1936 | 1951 | 1971 | 1991 | 2001 | 2009 |
| Einwohner | 2736 | 3288 | 3704 | 3996 | 4253 | 3946 | 4064 | 4111 | 4237 |

Quelle: ISTAT

## Politik
Bürgermeister ist seit dem 26. Mai 2019 Paolo Dottarelli von der Lokalpartei (ital.: lista civica) „Sìamo Bolsena“.

## Partnerstädte
- Volkertshausen in Baden-Württemberg
- Lloret de Mar in Katalonien
- Sepino im Molise

## Sehenswürdigkeiten
- Auf dem das historische Zentrum bildenden Ortshügel erhebt sich die mittelalterliche Burg, die Rocca Monaldeschi della Cervara, mit vier Rechtecktürmen.[4] Sie beherbergt seit 1991 das Museo Territoriale del Lago di Bolsena mit etruskischer, römischer und mittelalterlicher Abteilung; Hauptbestandteile sind Erzeugnisse des etruskischen Kunsthandwerks, römische Inschriften und mittelalterliche Keramik.[5]
- Direkt unterhalb der Burg steht der Palazzo Crispi-Cozza-Del Drago, erbaut um die Mitte des 16. Jahrhunderts als Sitz der päpstlichen Statthalter der Provinz Patrimonio; er besitzt im Inneren einen Freskenzyklus des Manierismus.
- Basilica di Santa Cristina,[6] bestehend aus drei Kirchen nebeneinander, die Mittelalter und Renaissance angehören und eine vor- wie frühchristliche Katakombe einschließen, die als ursprüngliche Grabstätte der hl. Christina gilt: Enthalten sind deren angeblicher Sarkophag, eine antike Platte mit ihren angeblichen Fußabdrücken und die fragmentarische Altarplatte des Fronleichnamswunders.
- Kirche San Francesco aus der Spätgotik mit umfangreichen Fresken aus der Erbauungszeit und der Renaissance, heute Veranstaltungsraum.
- Palazzo Ranieri von 1299, erbaut durch Kardinal Teodoro Ranieri als Familienpalast.
- Kirche und Franziskanerkloster Santa Maria del Giglio von 1626, heute Unterbringungsort für Pilger auf der Via Francigena.
- Fontana di San Rocco, Brunnenanlage aus dem Jahre 1835 mit Verwendung früherer Renaissanceelemente.
- Zwei Renaissancetore von 1548 und 1550, errichtet durch Kardinal Tiberio Crispo, Verwandter von Papst Paul III.
- Ruinen der römischen Stadt Volsinii Novi an der Piazza del Mercatello mit Resten von Forum, zwei Tempeln, Thermen, Latrine, Wasserleitung, Wohnhausviertel, Amphitheater und Gebäuden der städtischen Verwaltung.
- Außerhalb Bolsenas steht die Landkapelle Madonna del Cacciatore mit umfänglichem Freskenzyklus aus der Renaissance.

## Besonderheiten
In und um Bolsena wird der Weißwein Est! Est!! Est!!! angebaut, dessen Zentrum der Nachbarort Montefiascone ist (siehe Weinbau in Italien).
Bolsena erhielt vom Touring Club Italiano die Bandiera Arancione.

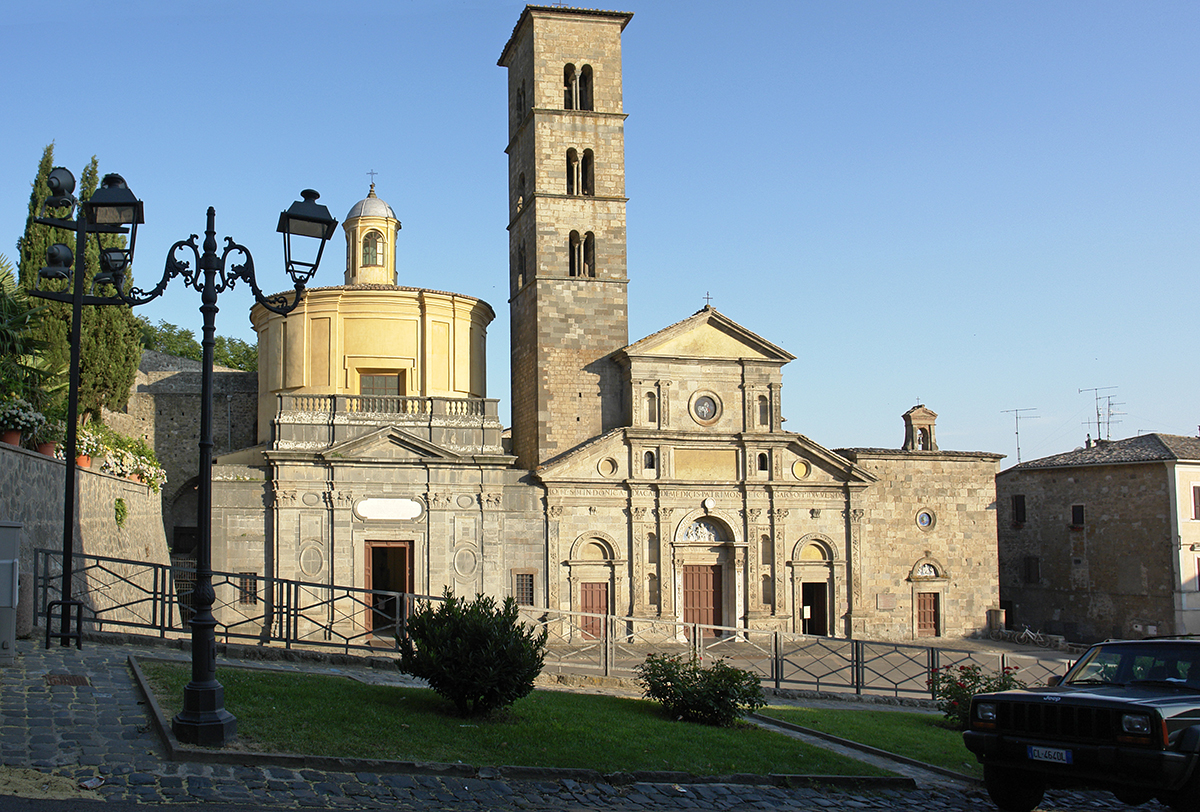
Kirche Santa Cristina
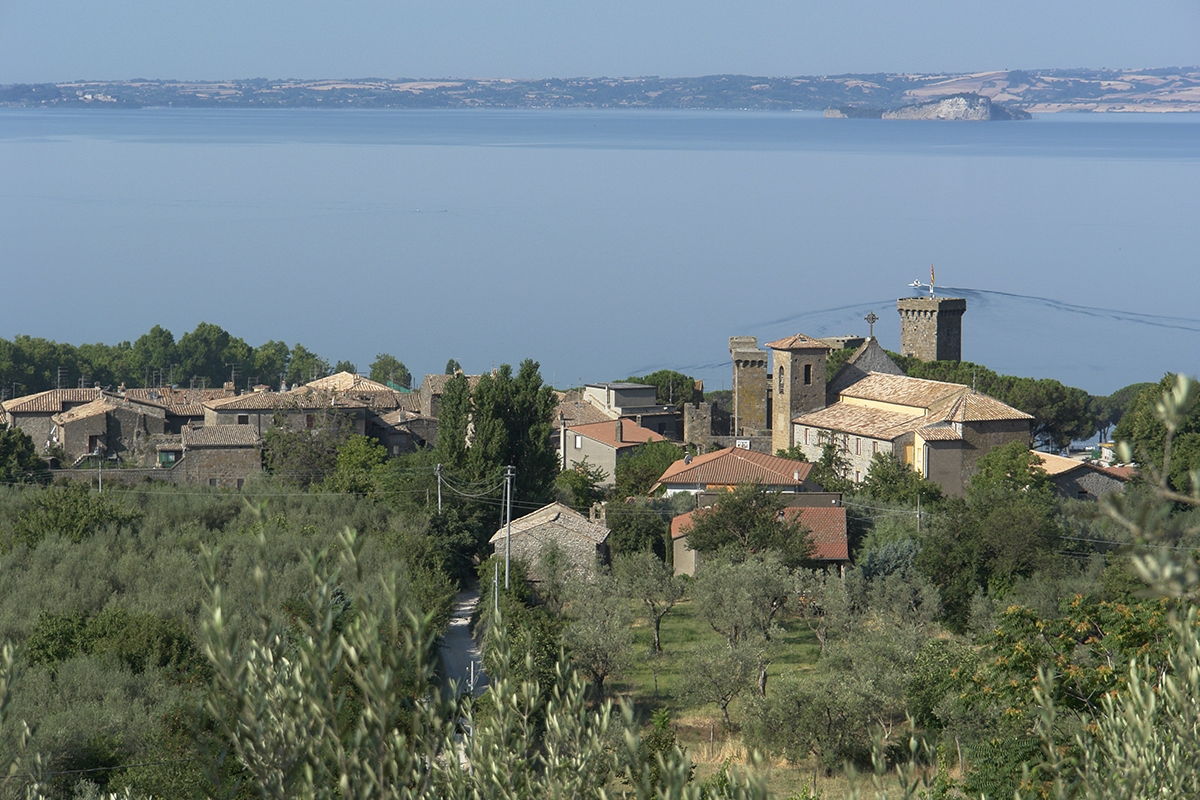
Bolsena am Bolsenasee
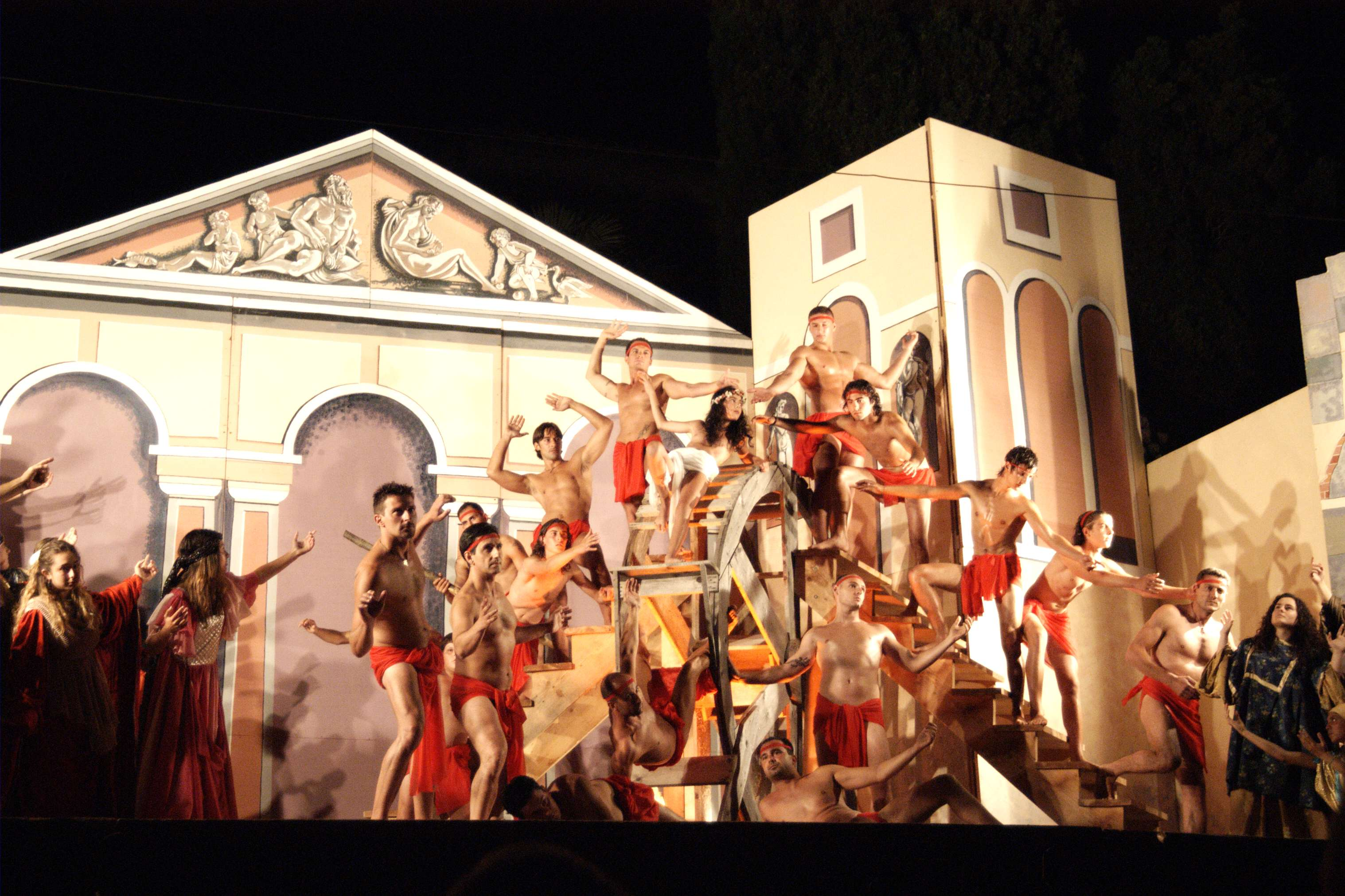
Mysterien Santa Cristina
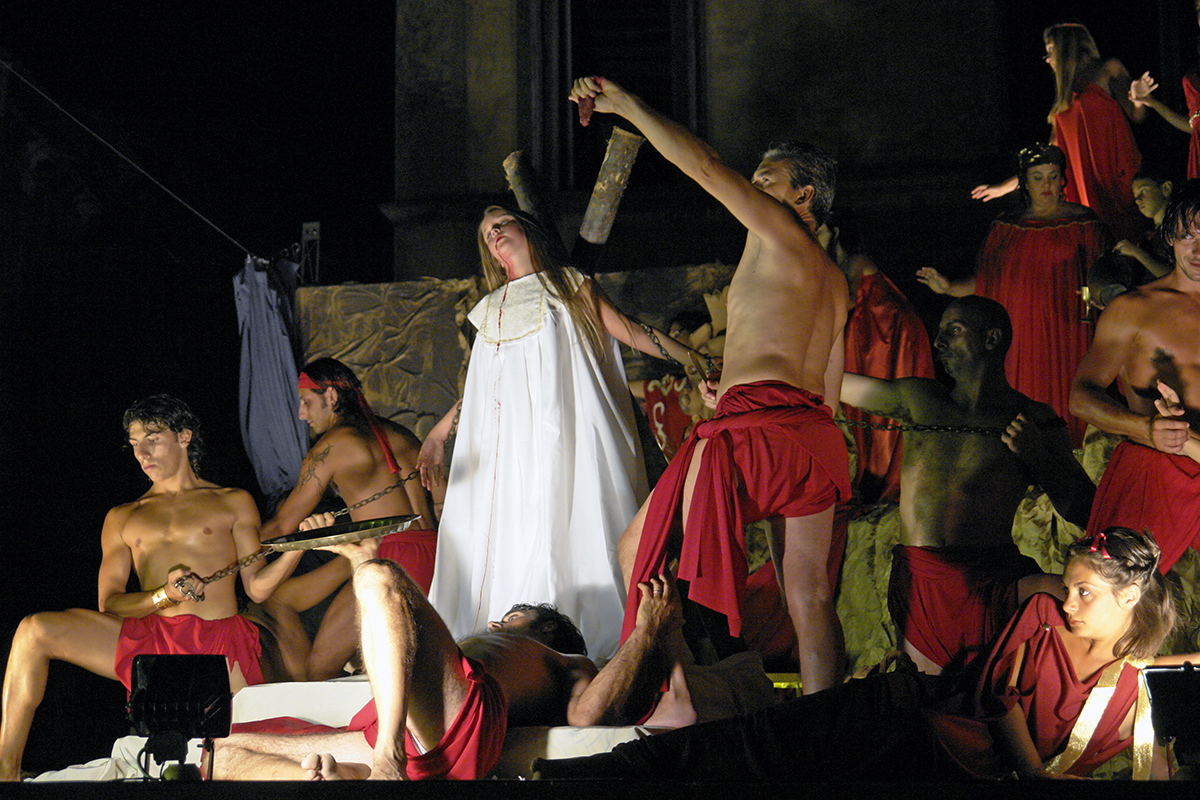
Mysterien Santa Cristina
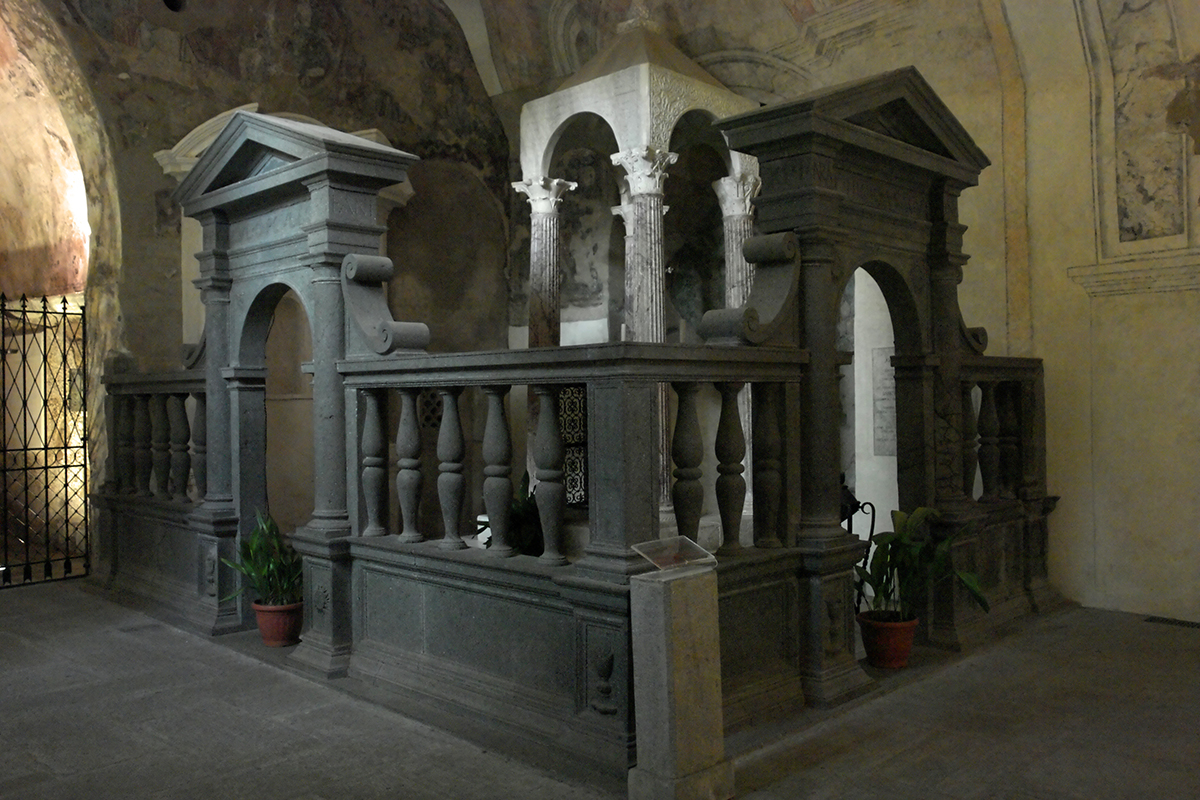
Historischer Altar in der Kirche Santa Cristina

## Söhne und Töchter der Stadt
- Lucius Aelius Seianus (* um 20 v. Chr.; † 31), Prätorianerpräfekt des römischen Kaisers Tiberius.
- Gaius Musonius Rufus (* vor 30, † nach 80), römischer Philosoph.
- Avienus, römischer Dichter (spätes 4. Jahrhundert n. Chr.).